# Anthonie Wurth
Anthonie Cornelis Wouter Wurth (Smallingerland, 26 mei 1967) is een voormalig Nederlands judoka, die in 1992 namens zijn vaderland deelnam aan de Olympische Spelen van Barcelona. Daar won hij in het halfmiddengewicht (tot 78 kilogram) twee partijen, en verloor hij er evenzovele, waardoor hij niet in de prijzen viel.
Na zijn HTS-diploma woonde Wurth een jaar in Japan om zijn kennis van de judosport verder uit te diepen. Na zijn judocarrière richtte hij zijn eigen bedrijf en in september 2005 vierde de business consultant zijn tienjarig bestaan met het uitgeven van een naar verluidt 'uniek en vernieuwend boek over judostrategie als bedrijfsstrategie'.
In juni 2009 werd Wurth op zakenreis in Shanghai een week in quarantaine geplaatst omdat hij in het vliegtuig op weg naar die plaats vlak bij een elfjarig jongetje had gezeten dat de diagnose nieuwe influenza A had gekregen. Over zijn ervaringen schreef hij het boek opgesloten in Shanghai.
In november 2024 werd Wurth door Judo Bond Nederland aangesteld als interim-manager Topsport. Nederland haalde in het Olympische judotournooi van Parijs 2024, voor het eerst in veertig jaar geen medaille. In maart 2025 kwam Wurth met een advies om de ploeg weer op de rails te krijgen. Twee maanden later neemt Guillaume Elmont de functie over.

## Titels
- Europees kampioen judo onder 78 kg - 1991
- Nederlands kampioen judo onder 78 kg - 1989, 1990

## Erelijst

### Olympische Spelen
- 1992: 9e Barcelona

### WK
- 1992: 5e Barcelona

### EK
- 1989:  Helsinki
- 1991:  Praag

### NK
- 1986:  Haarlem
- 1987:  Bergen op Zoom
- 1989:  Groningen
- 1991:  's-Hertogenbosch
- 1993:  's-Hertogenbosch

- Gemeinsame Normdatei: 1166076350
- International Standard Name Identifier: 0000 0003 8827 4657
- Library of Congress Control Number: n2018022775
- Nederlandse Thesaurus van Auteursnamen: 322137632
- Virtual International Authority File: 281443339
- WorldCat: E39PBJvHcH3HwQX9F7Dxx9c773